# برنارتیتسه (ناحیه بنشوف)
برنارتیتسه (به چکی: Bernartice) یک منطقهٔ مسکونی در جمهوری چک است که در ناحیه بنشوو واقع شده‌است. برنارتیتسه ۱۰٫۱ کیلومتر مربع مساحت و ۲۲۳ نفر جمعیت دارد و ۴۰۳ متر بالاتر از سطح دریا واقع شده‌است.